# Hafenstraße

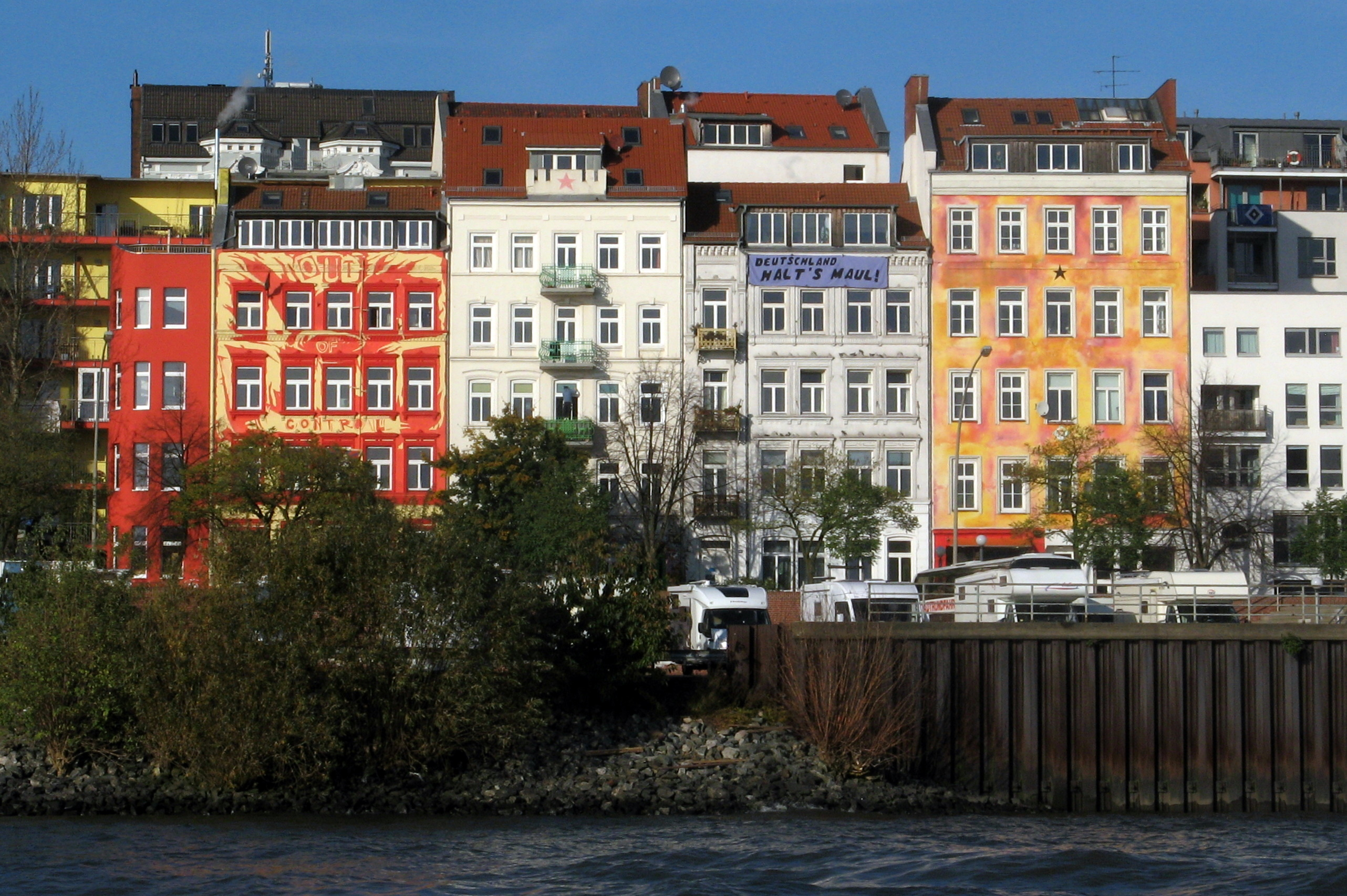
Häuser der Hafenstraße, Oktober 2008

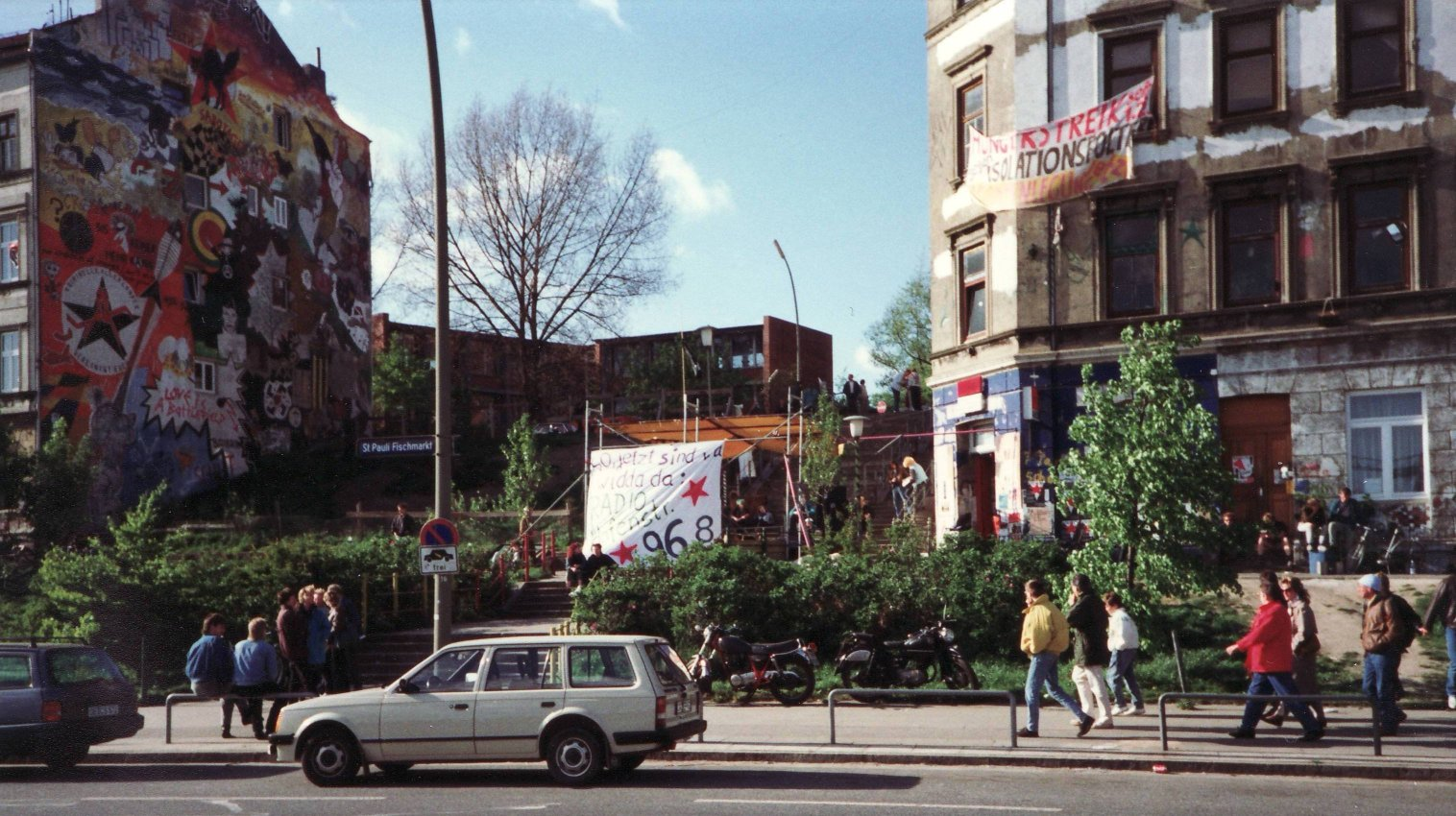
Hafenstraßen-Häuser an der Balduintreppe, April 1989

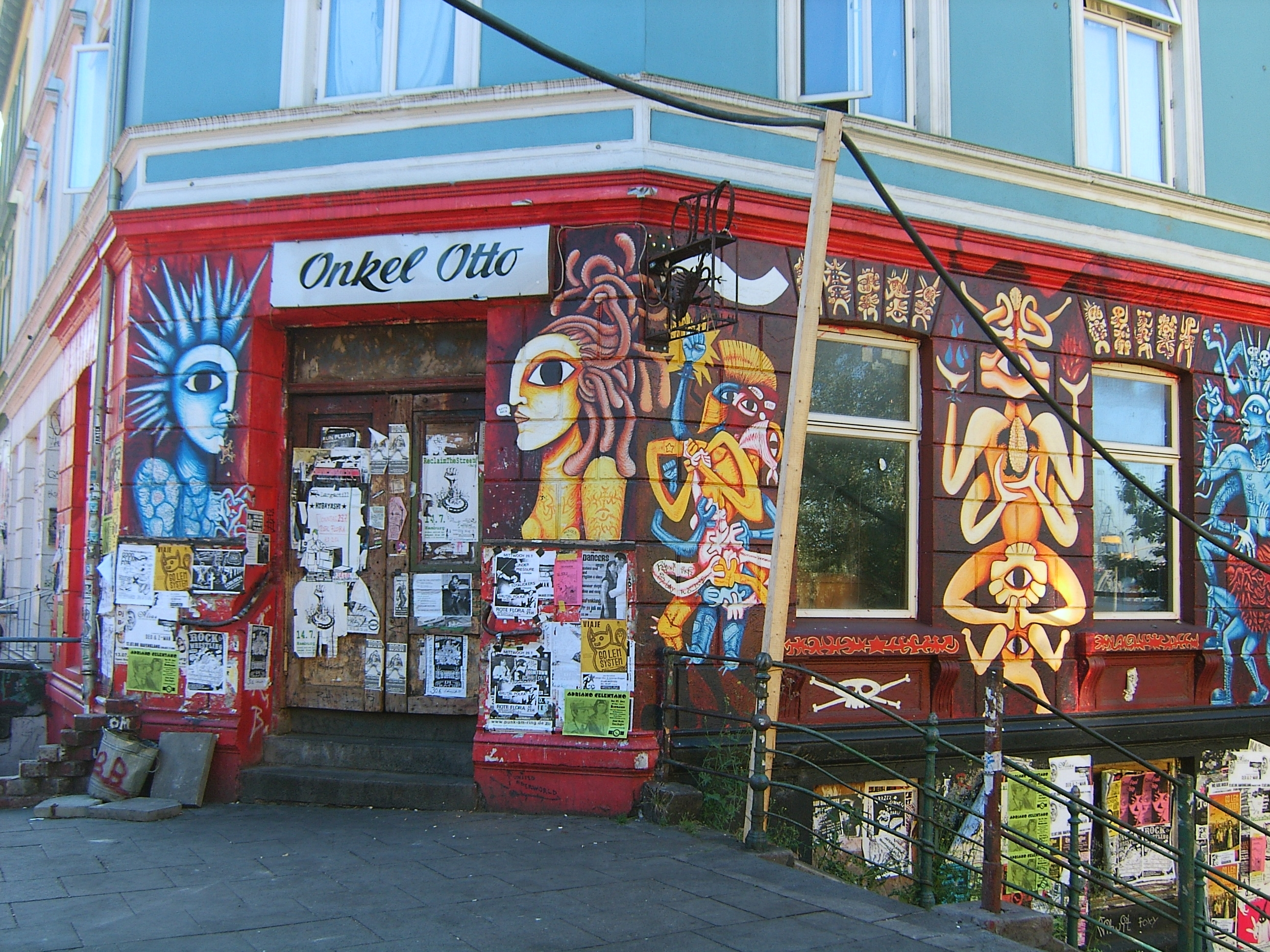
Balduintreppe, Ecke Bernhard-Nocht-Straße mit der Kneipe Onkel Otto, Juli 2006

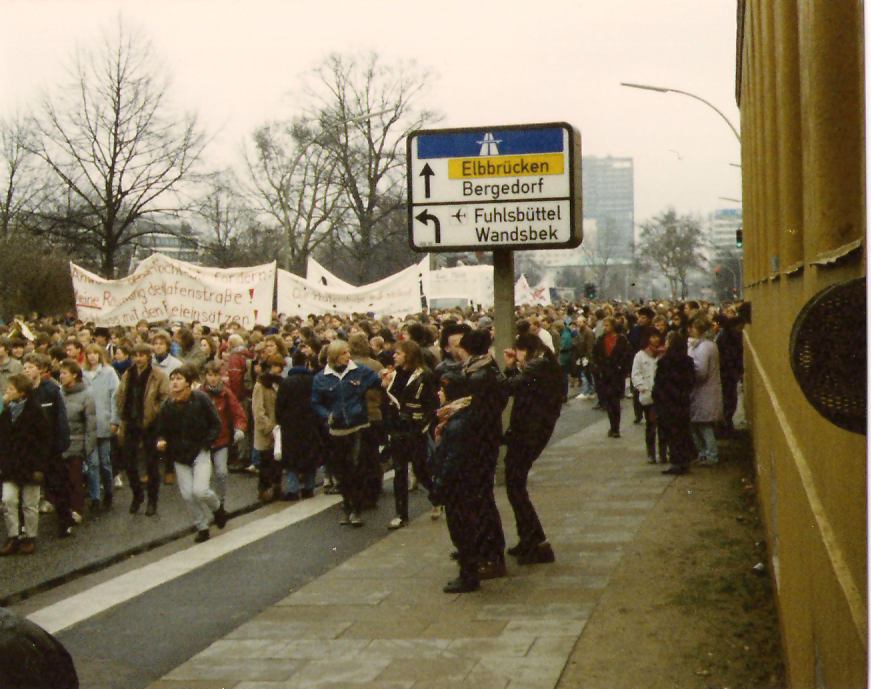
Demonstration für den Erhalt der Hafenstraße am 20. Dezember 1986, hier nach ihrem Auftakt in St. Georg

Mit dem Schlagwort Hafenstraße werden besonders in Medien und Politik die etwa elf ehemals besetzten, von Abriss bedrohten und in eine Genossenschaft überführten mehrgeschossigen Wohnhäuser vorwiegend aus der Gründerzeit in der St. Pauli Hafenstraße und in der Bernhard-Nocht-Straße in St. Pauli, Hamburg, Deutschland bezeichnet.

## Geschichte
Die Häuser, die um das Jahr 1900 gebaut wurden, befinden sich am Hamburger Hafen zwischen Reeperbahn und Landungsbrücken. Die betroffenen Immobilien – Eigentum der SAGA, einer Wohnungsgesellschaft der Stadt Hamburg – standen zeitweise teils leer. Die Gesellschaft hatte die einst architektonisch anspruchsvollen Häuser am Hafenrand über die Jahre verkommen lassen. Auf diesem städtebaulichen Grundstück am Hafenrand sollten Büroimmobilien entstehen. Die Wohnungen wurden unter anderem auch an die Jusos vermietet, die darin eine „Sozialpädagogische Forschungsgemeinschaft“ betrieben. Diese Verträge waren kurzfristig kündbar, um problemlos mit den Abrissarbeiten beginnen zu können.

### Häuserkampf der 1980er Jahre
Ein Teil der Häuser sollte aufgrund eines Baugutachtens, das die Unbewohnbarkeit der Gebäude feststellte, abgerissen werden. Ende 1981 wurden die Häuser während einer Silvesterparty „schleichend besetzt“.
Im Frühjahr 1982 ließ die SAGA die Häuser räumen; zwei Tage später wurden diese von Besetzern „instandbesetzt“. Es kam zu weiteren Auseinandersetzungen, als die SAGA das Erdgeschoss eines der Häuser zumauern ließ und Unbekannte den Eingang der SAGA-Verwaltung in Altona zumauerten. Die Bewohner forderten Verhandlungen um einen Nutzungsvertrag; es kam zu einer Vereinbarung über eine „Winterfestmachung“ und zur Reparatur der Elektrik in den Häusern.
1983 wurden Gelder bewilligt; dennoch gab es erste Ausschreitungen und dann Durchsuchungen einiger Häuser und Festnahmen. Die Stadt Hamburg schrieb einen Architektenwettbewerb zur Neugestaltung des Hafenrandes aus; im Senat wurden Forderungen nach „eindeutigen Rechtsverhältnissen“ laut. Die Besetzer forderten einen Generalnutzungsvertrag für alle Häuser sowie für die vor und zwischen den Häusern liegenden Freiflächen. Im November 1983 wurden auf drei Jahre befristete Mietverträge abgeschlossen. Die Bewohner begannen mit Instandsetzungsarbeiten an den Häusern, um die im Baugutachten festgestellte „Unbewohnbarkeit“ zu entkräften.
Zwischen Weihnachten und Silvester fanden die ersten „Silvestertage“ statt, eine Mischung aus politischen Treffen, Veranstaltungen und Konzerten. 
Im Januar 1985 wurden zur Unterstützung des Hungerstreiks von RAF-Gefangenen brennende Barrikaden auf der Hafenrandstraße errichtet. Einige Vertreter des Bezirksamtes Hamburg-Mitte, der Innen- und der Baubehörde begannen an einem Plan zur Räumung der Häuser zu arbeiten. Im März wurde die Begehung der Häuser unter Polizeischutz erzwungen. Die HEW kappten mehrere Stromanschlüsse wegen nicht bezahlter Rechnungen, die Polizei machte Durchsuchungen wegen mutmaßlicher Teilnahme von Personen an kriminellen Handlungen.
Im Herbst thematisierten Medien den Verdacht, Personen aus dem Umfeld der Rote Armee Fraktion würden in der Hafenstraße wohnen. Der Leiter des Hamburger Verfassungsschutzes, Christian Lochte, gab der taz ein ausführliches Interview, um wie er später zugab, „eine Entsolidarisierung (...) hinzubekommen“. Danach verwüsteten Autonome die Redaktionsräume der taz Hamburg.
Im Jahr 1986 wurde weiter versucht, der drohenden Räumung und dem Abriss entgegenzuwirken; die Bewohner deckten Dächer neu und beschlossen, sich Diskussionen mit gesellschaftlichen Gruppen zu öffnen. Mit ihren kreativen Aktionen auf den Grundstücken der Häuser gewannen sie nicht nur viel öffentliche Aufmerksamkeit, sondern auch die Sympathie zahlreicher Passanten und Bürger. So errichtete Harald Rosenberg einen großen Totempfahl zur Abschreckung ziviler Polizisten. Torsten Herrmann legte einen Biotop für „Fische ... Teichrosen und Schilfrohr“ an, wurde aber von einem Einsatzkommando der Polizei überrascht. Ein weiteres Haus wurde besetzt und bald darauf wieder geräumt. In einem Großeinsatz der Polizei wurden mehrere Wohnungen durchsucht und geräumt.
Es kam zu einer Demonstration und zu teils militanten Aktionen im Stadtgebiet Hamburgs sowie in verschiedenen Städten Europas. Großeinsätze der Polizei fanden fast regelmäßig statt; sie schlossen Demonstrationen zeitweilig ein. Am 20. Dezember zogen 12.000 Demonstrierende von der Hamburger Innenstadt zur Hafenstraße.
Demonstranten verletzten dabei keine Polizisten, es kam allerdings zu massiven Körperverletzungen durch die Polizei am Lautsprecherwagen.
Im Frühjahr 1987 kam es zu mehreren koordinierten, teils militanten Aktionen an verschiedenen Orten in Hamburg. Im Sommer gelang die offizielle Wiederbesetzung der geräumten Wohnungen. Die Befestigung der Häuser gegen die anstehende Räumung sowie eine breite Öffentlichkeitsarbeit zugunsten einer vertraglichen Lösung bestimmten fortan den Alltag in den Häusern. Während einer Demonstration zur Unterstützung der Besetzung ging der Piratensender „Radio Hafenstraße“ auf Sendung.
Als im November 1987 die laufenden Verhandlungen um einen neuen Vertrag zwischen Bewohnern und dem Senat der Freien und Hansestadt Hamburg beiderseitig als gescheitert angesehen wurden, errichteten Bewohner und Unterstützer Barrikaden um die Häuser. Die Besetzer bauten Stahltüren in die Häuser ein, verschweißten und verbarrikadierten die Fenster im Erdgeschoss, versperrten die Treppenhäuser und sicherten die Dächer mit NATO-Draht. 5000 Polizisten standen zur Stürmung des Geländes bereit.
Ein Kompromiss wurde schließlich unter Federführung des Ersten Bürgermeisters Klaus von Dohnanyi erreicht: Am 19. November wurde ein Pachtvertrag unterzeichnet, die Barrikaden wurden abgebaut und es kam nach einem 24-stündigen Ultimatum zu einer friedlichen Lösung, für die Dohnanyi später von der Theodor-Heuss-Stiftung mit einer Medaille geehrt wurde. Diese Politik der diplomatischen Toleranz gegenüber der linken Hafenstraßen-Szene hatte in großen Teilen der Bevölkerung allerdings auch den Eindruck der Ungleichbehandlung erweckt und das Vertrauen in den Staat geschwächt, wenn nicht gar erschüttert.
Im Jahr 1990 wurden alle Häuser durch Polizei und Bundesanwaltschaft durchsucht. 1993 wurde die Kündigung des Pachtvertrages wegen Verfehlungen der Bewohner durch das Hanseatischen Oberlandesgericht in Hamburg als rechtmäßig anerkannt. 1994 bot der damalige Bürgermeister Henning Voscherau (SPD) an, auf Räumung und Abriss zu verzichten, wenn diese die Bebauung der angrenzenden Freifläche akzeptieren würden. Die Bewohner nahmen das Angebot an.

### Genossenschaftsgründung
1995 verkaufte die Stadt 11 Häuser an die eigens zu diesem Zweck gegründete Genossenschaft „Alternativen am Elbufer“, die Häuser wurden saniert. Von den Gesamtkosten, mehr als 9 Millionen Euro, trug die Behörde 3,85 Millionen; die Genossenschaft brachte 1,3 Millionen auf.

### Weitere Entwicklungen
2012 bestand die Hafenstraße aus 12 Häusern im Eigentum einer Genossenschaft. Im Oktober 2007 kam ein Wohnungsneubau für ca. 40 Bewohner (Wohnprojekt planB) an der Bernhard-Nocht-Straße 26 hinzu.
Heute gilt das Viertel etwa in Reiseführern als „hip und schick“.
Seit 2016 kommt es zu Konflikten zwischen Anwohnern und der Polizei, weil eine Task Force der Polizei verstärkt Personen tatsächlich oder vermeintlich schwarzafrikanischer Herkunft im Bereich der Hafenstraße kontrolliert. Hintergrund ist der offen betriebene Drogenhandel durch schwarzafrikanische Flüchtlinge insbesondere an der Balduintreppe. Im Zuge des Konflikts wurde das Auto des Leiters der Task Force von Unbekannten angezündet.

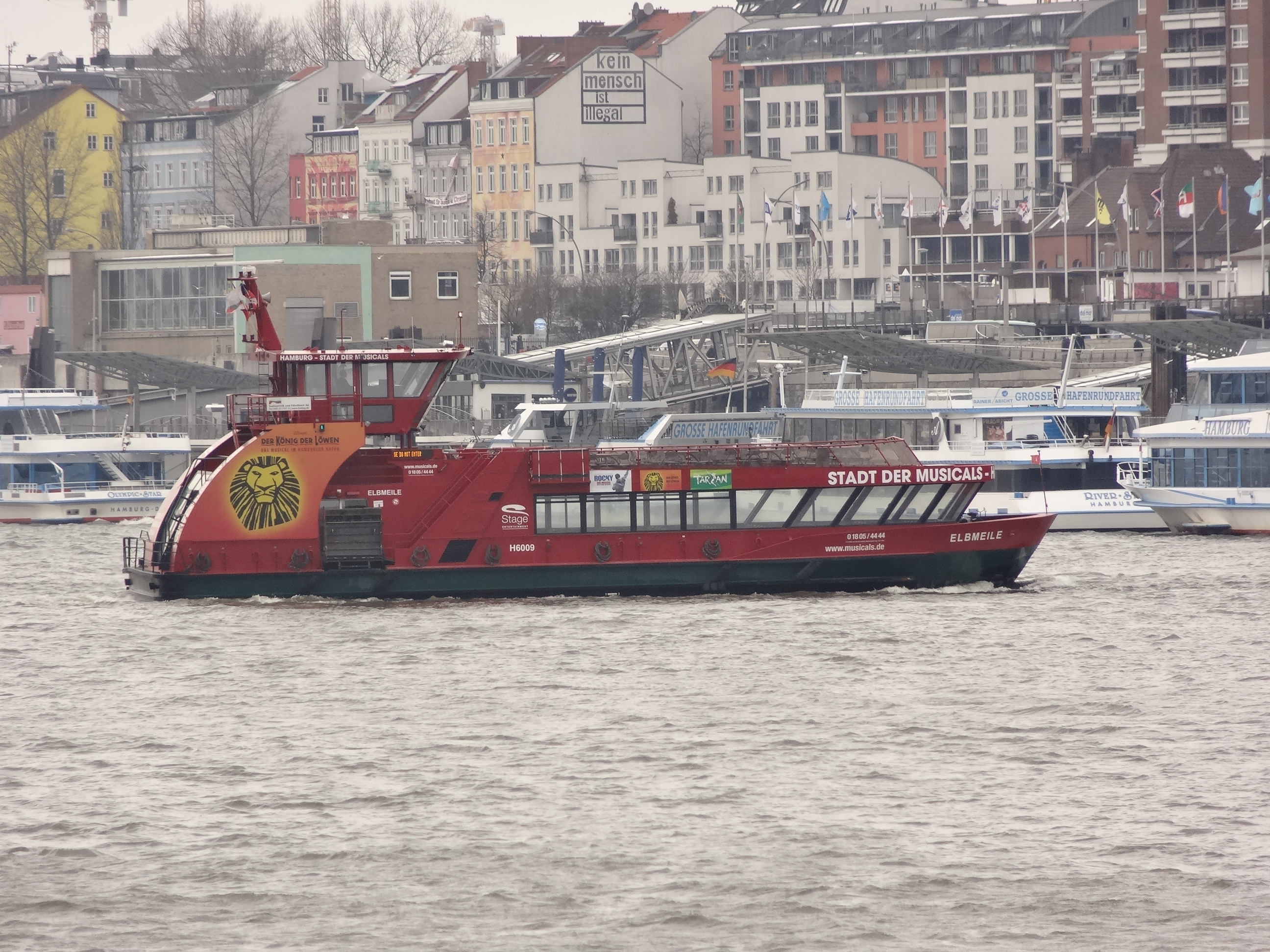
Hafenstraße 2013 – Neubauten neben Altbauten. Weithin sichtbarer Protest: „kein mensch ist illegal“

## Filme
- Terrible Houses in Danger, Winter 1984/85, ca. 45 min
- Zwischen Dachziegel und Pflasterstein, 1985, ca. 45 min, Film über die Hausbesetzungen Hafenstraße, Chemnitzstraße, Jägerpassage und Pinnasberg
- Die Augen schließen um besser zu sehen, 1986, ca. 20 min
- Irgendwie, irgendwo, irgendwann, 1987/88, ca. 100 min, Wiederbesetzung und Barrikadentage
- Polizeiüberfall auf die Hafenstraße, 1989, ca. 20 min, Räumung des großen Bauwagenplatzes
- Selbst das kleinste Licht durchbricht die Dunkelheit, 1990, ca. 60 min, Film über die Durchsuchung der Häuser durch BKA und Bundesanwaltschaft und die darauf folgende Besetzung der Kantine des Stern (Bezug über: Medienpädagogik Zentrum Hamburg e. V., Susannenstraße 14 c,d, 20357 Hamburg)
- Die Hafentreppe, Regie: Thomas Tode & Rasmus Gerlach. D 1991, 75 min
- Empire St. Pauli – von Perlenketten und Platzverweisen. Ein Dokumentarfilm von Irene Bude und Olaf Sobczak, Produktion Steffen Jörg, GWA St. Pauli (Mini-DV, 2009, 85 min).[28][29]

## Ton
- 10 Meter ohne Kopf, Live Sampler von Konzerten mit Beiheft, Fishcore und Buback Tonträger, 1991
- Radio Hafenstraße, Ansage (Ton8 .wav 640k, download) (Memento vom 15. September 2017 im Internet Archive)
- Radio Hafenstraße, Ansage (Ton8 .mp3 400k) (Memento vom 15. September 2017 im Internet Archive)

## Sonstiges
Nahe der Hafenstraße, am Pinnasberg, befindet sich das Park-Fiction-Projekt und der Golden Pudel Club.